# Bay Olympic
Bay Olympic – nowozelandzki klub piłkarski z siedzibą w Auckland, występujący w rozgrykach Northern League. Klub pod obecną nazwą został utworzony w 1998 roku w wyniku połączenia drużyn: Blockhouse Bay (założony w 1948) i Green Bay-Titirangi United (założony w 1972).
W 1970 roku klub wówczas pod nazwą Blockhouse Bay zdobył tytuł mistrza Nowej Zelandii w New Zealand National Soccer League oraz puchar Chatham Cup.

## Osiągnięcia
- Mistrzostwo Nowej Zelandii (1): 1970;
- Zdobywcy Chatham Cup (1): 1970[4].